# Johann Gottlieb Horwein
Johann Gottlieb Horwein (auch mit latinisierter Form des Vornamens: Johann Theophilus Horwein; * 4. Februar 1709 in Wittenberg; † 18. September 1770 in Dahme/Mark) war ein deutscher lutherischer Theologe.

## Leben
Johann Gottlieb Horwein, wurde als Sohn des Lehrers an der Wittenberger Stadtschule Johann Horwein und dessen Frau Anna Maria (geb. Lindner) geboren. Nach dem Besuch der Wittenberger Stadtschule, immatrikulierte er sich am 21. Januar 1723 gratis an der Universität Wittenberg. An der Wittenberger Hochschule erwarb er am 30. April 1729 den akademischen Grad eines Magisters der Philosophie und konnte, nachdem er am 18. Oktober 1730 als Magister Legens die Vorleseerlaubnis für Hochschulen erhalten hatte, Privatvorlesungen halten. 
Er absolvierte ein Studium der Theologie, wurde 1739 Diaconus in Seyda, 1742 Pastor in Lüsse, Neschholz sowie Kuhlowitz und 1748 erster Pastor sowie Superintendent in Dahme. Als solcher frequentierte er abermals die Wittenberger Hochschule, wo er am 24. September 1755 das Lizentiat der Theologie erwarb und am 25. September 1755 zum Doktor der Theologie promoviert wurde. Horwein hat 33 geistliche Lieder für das Gesangbuch von Dahme geschaffen, welches er in Wittenberg herausgab.

## Werkauswahl
- Diss. de partu Hebraeorum et speciatim de corona boni nomnis. Wittenberg 1730
- Comment. de prima mapna Societate Augustana. Wittenberg
- Vestigia divina, die göttlichen Fußstapfen; eine Predigt u. s. w. Wittenberg 1752
- Diss. (Praes. Weickhmanno) de vaticiniis iu genre et de vaticiaiis Lutheri memorabilibus in specie. Wittenberg, 1755
- De pietate Josephi in Jacobum parentem senio confectum ad Gen. XLVII: 29-31. Wittenberg 1759